# Пичугино (Омская область)
Пичугино — деревня в Нововаршавском районе Омской области России. Входит в состав Черлакского сельского поселения. Население 41 чел. (2010), 70 % (2002) из них — казахи .

## История
В соответствии с Законом Омской области от 30 июля 2004 года № 548-ОЗ «О границах и статусе муниципальных образований Омской области» деревня вошла в состав образованного муниципального образования «Черлакское сельское поселение».

## География
Пичугино находится в юго-восточной части региона, в пределах Ишимской равнины, являющейся частью Западно-Сибирской равнины.
Уличная сеть состоит из четырёх географических объектов:
ул. Садовая, ул. Степная, ул. Центральная и ул. Школьная.
Абсолютная высота — 110 м над уровнем моря.

## Население
| 2010 |
| ---- |
| 41   |

Гендерный состав
По данным Всероссийской переписи населения 2010 года в гендерной структуре населения из 41 человека мужчин — 21, женщин — 20 (51,2 и 48,8 % соответственно).
Национальный состав
Согласно результатам переписи 2002 года, в национальной структуре населения казахи составляли 70 % от общей численности населения в 129 чел..

## Инфраструктура
Личное подсобное хозяйство.

## Транспорт
Ближайшая железнодорожная станция — Иртышское находится в пгт
Большегривское.